# Вітольдув (Ласький повіт)
Вітольдув (пол. Witoldów) — село в Польщі, у гміні Відава Ласького повіту Лодзинського воєводства.
Населення — 72 особи (2011).
У 1975-1998 роках село належало до Серадзького воєводства.

## Демографія
Демографічна структура станом на 31 березня 2011 року:
|          | Загалом | Допрацездатний вік | Працездатний вік | Постпрацездатний вік |
| -------- | ------- | ------------------ | ---------------- | -------------------- |
| Чоловіки | 35      | 7                  | 25               | 3                    |
| Жінки    | 37      | 9                  | 22               | 6                    |
| Разом    | 72      | 16                 | 47               | 9                    |